# Stolnica v Piacenzi
Stolnica v Piacenzi (italijansko: Duomo di Piacenza, uradno: Cattedrale di Santa Maria Assunta e Santa Giustina) je katoliška stolnica v Piacenzi v Italiji. Zgrajena je bila med letoma 1122 in 1233 in je ena izmed najbolj dragocenih primerov romanskih stolnic v severni Italiji. Posvečena je Mariji vnebovzeti in sv. Justini. Je sedež škofije Piacenza-Bobbio.
Nekaj ostankov lahko zasledimo od starejše paleokrščanske bazilike, kot je Piacenzo poruši Totila leta 546, v času gotske vojne. Kripta v obliki grškega križa ima 108 romanskih majhnih stebrov, v njej so relikvije svete Justine Padovanske, ki je so-patron Piacenze iz devetega stoletja; njej je bila posvečena prva stolnica, Domus Justinae, ki se je porušila leta 1117 v potresu.
Povzdignjena je bila v manjšo baziliko (basilica minore).

## Zgodovina
Stolnica v Piacenzi je pomemben primer romanske arhitekture v Italiji in je bila zgrajena med letoma 1122 in 1233. Med letoma 1122 in 1160 so bili zgrajeni apsida, kripta, transepta in stranski ladji. Fasada in kupola sta bili zaključeni kasneje. Izgradnja stolpa trajala do leta 1333 in leta 1341 je bil kronan s pozlačenim bakrenim kipom angela.
V kasnejših stoletjih je bila cerkev obogatena z okraski, kapelami in oltarji. Vsi ti dodatki so bili odstranjeni z obnovo opravljeno med 1897 in 1902 na pobudo škofa Piacenze, Giovanni Battista Scalabrinija.
V svoji zgodovini je bila stolnica gostitelj več skladateljev in dirigentov (maestro di capella), med njimi Francesco Maria Bazzani in Giuseppe Nicolini..

## Opis

### Zunanjost
Stolnica je na zunaj dolga 85 m in visoka na fasadi 32 m. S temi dimenzijami je največja romanska cerkev v Emiliji-Romanji. Fasada je oblečena z veronese roza marmorjem in peščenjakom. Vodoravno je razdeljena z galerijo, ki dominira nad tremi portali, okrašena s kapiteli in romanskimi kipi. Navpično je razdeljena na tri dele z dvema stebroma. V središču je rozeta.
Desni portal je prvo delo kiparja Nikolòja iz leta 1122. V arhitravu prikazuje Kristusovo zgodbo, medtem ko je v arhivoltu predstavljen zapleten rastlinski in geometrijski motiv (luneta ni kiparsko obdelana). Njegov slog je imel veliko naslednikov v Piacenzi, kot pri anonimnih umetnikih panelov v notranjosti.
Zvonik, 71 metrov visok, iz opeke, je iz 1330, prostor z zvonovi je odprt navzven z odprtinami v obliki četverolista, po ena na vsaki strani. Na zvoniku je kip angela, ki ga obrača veter.

### Notranjost
V notranjosti ima obliko latinskega križa z glavno in dvema stranskima ladjama, deljene s petindvajset masivnimi stebri. Nekateri stebri so bili postavljeni kot donacija cehov ali posameznikov. Sedem od teh ima podpis z imenom ceha. To je zapisano v latinščini:Haec est columna furnariorum. V nekaterih primerih lastnoročni podpis vsebuje ime donatorja:  Hugo pictor, magister Johannes.
Tudi transept je razdeljen na tri ladje. Na križišču je osmerokotna laterna, okrašena s freskami iz sedemnajstega stoletja.
Notranjost je okrašena s čudovitim freskami poslikanimi med štirinajstim in šestnajstim stoletjem, delo Camilla Procaccinija in Ludovica Carraccija, medtem ko so freske v notranjosti kupole iz sedemnajstega stoletja, delo Pier Francesca Mazzucchellija, imenovan tudi "il Morazzone" in Giovanni Francesco Barbierija, bolj znanega kot "Guercino". Prezbiterij ima leseno skulpturo iz 1479, lesene korne klopi, delo Giangiacomo da Genova (1471) in kipe iz 15. stoletja lombardske šole.